# Испания на Европейских играх 2015
Испания на I Европейских играх, которые прошли в июне 2015 года в столице Азербайджана, в городе Баку, была представлена 216 спортсменами..

## Медали
| Золото |                     |                               |         |
| №      | Спортсмены          | Вид спорта (дисциплина)       | Дата    |
| 1      | Дамиан Уго Кинтеро  | Карате (ката, мужчины)        | 14 июня |
| 2      | Сандра Санчес Хайме | Карате (ката, женщины)        | 14 июня |
| Бронза |                     |                               |         |
| №      | Спортсмены          | Вид спорта (дисциплина)       | Дата    |
| 1      | Хоэль Гонсалес      | Тхэквондо (до 68 кг, мужчины) | 17 июня |

| Медали по видам спорта | Медали по видам спорта | Медали по видам спорта | Медали по видам спорта | Медали по видам спорта |
| ---------------------- | ---------------------- | ---------------------- | ---------------------- | ---------------------- |
| Вид спорта             | 1                      | 2                      | 3                      | Итого                  |
| Карате                 | 2                      | 0                      | 0                      | 2                      |
| Тхэквондо              | 0                      | 0                      | 1                      | 1                      |
| Всего                  | 2                      | 0                      | 1                      | 3                      |

## Состав команды
Борьба
Греко-римская борьба
- Исмаэль Наварро Санчес
- Рикардо Хиль Сорли

Велоспорт
 Маунтинбайк
- Карлос Колома
- Серхио Мантекон
- Хосе Антонио Эрмида

 Карате
- Кристина Вискаино
- Матиас Гомес Гарсия
- Дамиан Уго Кинтеро
- Мануэль Расеро Руис
- Ирене Коломар Коста
- Сандра Санчес Хайме
- Кристина Феррер Гарсия

 Триатлон
- Фернандо Аларса
- Давид Фахардо
- Висенте Эрнандес
- Тамара Гомес Гаресп
- Мириам Касильяс Гарсия

 Тхэквондо
- Хоэль Гонсалес

## Результаты

### Борьба
В соревнованиях по борьбе разыгрывалось 24 комплекта наград. По 8 у мужчин и женщин в вольной борьбе и 8 в греко-римской. Турнир проходил по олимпийской системе с выбыванием. В утешительный раунд попадали участники, проигравшие в своих поединках будущим финалистам соревнований. Каждый поединок состоит из двух раундов по 3 минуты, победителем становится спортсмен, набравший большее количество баллов. По окончании схватки, в зависимости от результатов в каждом из раундов спортсменам начисляются классификационные очки.
Мужчины
Греко-римская борьба
Легенда: 

VT — победа на туше; 

PP — победа по очкам с техническим баллом у проигравшего; 

PO — победа по очкам без технического балла у проигравшего; 

SP — техническое превосходство, победа по очкам с разницей более, чем в 6 баллов с техническим баллом у проигравшего; 

ST — техническое превосходство, победа по очкам с разницей более, чем в 6 баллов без технического балла у проигравшего; 

| Соревнование | Спортсмены             | Первый раунд                 | 1/8 финала           | Четвертьфинал            | Полуфинал                      | Финал                | Место |
| Соревнование | Спортсмены             | Соперник Результат           | Соперник Результат   | Соперник Результат       | Соперник Результат             | Соперник Результат   | Место |
| ------------ | ---------------------- | ---------------------------- | -------------------- | ------------------------ | ------------------------------ | -------------------- | ----- |
| до 66 кг     | Исмаэль Наварро Санчес | М. Арутюнян (ARM) П 0:3 (PO) | Не участвовал        | Турнир за 3-е место      | Турнир за 3-е место            | Турнир за 3-е место  | 14    |
| до 66 кг     | Исмаэль Наварро Санчес | М. Арутюнян (ARM) П 0:3 (PO) | Не участвовал        | К. Стас (BUL) В 3:1 (PP) | А. Максимович (SRB) П 0:3 (PO) | Завершил выступление | 14    |
| до 75 кг     | Рикардо Хиль Сорли     | Д. Дитше (SUI) П 0:5 (VT)    | Завершил выступление | Завершил выступление     | Завершил выступление           | Завершил выступление | 20    |

### Велоспорт

#### Маунтинбайк
Соревнования по маунтинбайку проводилились в построенном специально для игр велопарке. Дистанция у мужчин составляла 36,7 км, а у женщин 27,9 км.
Мужчины
| Соревнование | Спортсмены          | Результат | Место | Отставание |
| ------------ | ------------------- | --------- | ----- | ---------- |
| Кросс-кантри | Серхио Мантекон     | 1:43:59   | 6     | +2:55      |
| Кросс-кантри | Карлос Колома       | 1:44:08   | 7     | +3:04      |
| Кросс-кантри | Хосе Антонио Эрмида | DNF       | —     | —          |

### Гребля на байдарках и каноэ
Соревнования по гребле на байдарках и каноэ проходили в городе Мингечевир на базе олимпийского учебно-спортивного центра «Кюр». Разыгрывалось 15 комплектов наград. В каждой дисциплине соревнования проходили в три этапа: предварительный раунд, полуфинал и финал.
| Соревнование     | Спортсмены     | Предварительный раунд | Предварительный раунд | Предварительный раунд | Полуфинал | Полуфинал | Полуфинал | Финал                | Финал                | Итоговое место       |
| Соревнование     | Спортсмены     | Заплыв                | Время                 | Место                 | Заплыв    | Время     | Место     | Время                | Место                | Итоговое место       |
| ---------------- | -------------- | --------------------- | --------------------- | --------------------- | --------- | --------- | --------- | -------------------- | -------------------- | -------------------- |
| K-1, 1000 метров | Рой Родригес   | 1                     | 3:38,990              | 4 (Q)                 | 2         | 3:25,969  | 5 (QB)    | Финал B              | Финал B              | 11                   |
| K-1, 1000 метров | Рой Родригес   | 1                     | 3:38,990              | 4 (Q)                 | 2         | 3:25,969  | 5 (QB)    | 3:35,751             | 2                    | 11                   |
| C-1, 1000 метров | Андре Оливейра | 1                     | 4:12,760              | 6 (Q)                 | 1         | 3:48,150  | 5         | Завершил выступление | Завершил выступление | Завершил выступление |

### Карате
Соревнования по карате проходили в Бакинском кристальном зале. В каждой весовой категории принимали участие по 8 спортсменов, разделённых на 2 группы. Из каждой группы в полуфинал выходили по 2 спортсмена, которые по системе плей-офф разыгрывали медали Европейских игр.
Мужчины
| Соревнование | Спортсмены          | Групповой этап           | Групповой этап           | Групповой этап            | Место    | 1/2 финала           | Финал                 | Итоговое место       |
| Соревнование | Спортсмены          | 1 поединок               | 2 поединок               | 3 поединок                | Место    | 1/2 финала           | Финал                 | Итоговое место       |
| ------------ | ------------------- | ------------------------ | ------------------------ | ------------------------- | -------- | -------------------- | --------------------- | -------------------- |
| До 60 кг     | Матиас Гомес Гарсия | Группа A                 | Группа A                 | Группа A                  | Группа A | Завершил выступление | Завершил выступление  | Завершил выступление |
| До 60 кг     | Матиас Гомес Гарсия | Ф. Фарзалиев (AZE) П 0:2 | Х. Маркеши (ALB) В 10:0  | Л. Мареска (ITA) П 1:2    | 3        | Завершил выступление | Завершил выступление  | Завершил выступление |
| До 67 кг     | Мануэль Расеро Руис | Группа A                 | Группа A                 | Группа A                  | Группа A | Завершил выступление | Завершил выступление  | Завершил выступление |
| До 67 кг     | Мануэль Расеро Руис | С. да Коста (FRA) П 2:10 | И. Ткебучава (GEO) В 5:1 | Н. Алиев (AZE) П 0:2      | 3        | Завершил выступление | Завершил выступление  | Завершил выступление |
| До 68 кг     | Кристина Вискаино   | Группа A                 | Группа A                 | Группа A                  | Группа A | Завершил выступление | Завершил выступление  | Завершил выступление |
| До 68 кг     | Кристина Вискаино   | И. Зарецкая (AZE) П 1:6  | В. Панециду (GRE) П 3:6  | А.Т. Бухингер (AUT) П 0:1 | 4        | Завершил выступление | Завершил выступление  | Завершил выступление |
| Ката         | Дамиан Уго Кинтеро  | Группа A                 | Группа A                 | Группа A                  | Группа A | М. Дак (FRA) В 5:0   | М. Бузато (ITA) В 5:0 | 1                    |
| Ката         | Дамиан Уго Кинтеро  | К. Роде (DEN) В 5:0      | П. Хирвонен (FIN) В 5:0  | М. Бузато (ITA) В 4:1     | 1 (Q)    | М. Дак (FRA) В 5:0   | М. Бузато (ITA) В 5:0 | 1                    |

Женщины
| Соревнование | Спортсмены             | Групповой этап             | Групповой этап               | Групповой этап         | Место    | 1/2 финала               | Финал                   | Итоговое место        |
| Соревнование | Спортсмены             | 1 поединок                 | 2 поединок                   | 3 поединок             | Место    | 1/2 финала               | Финал                   | Итоговое место        |
| ------------ | ---------------------- | -------------------------- | ---------------------------- | ---------------------- | -------- | ------------------------ | ----------------------- | --------------------- |
| До 55 кг     | Кристина Феррер Гарсия | Группа A                   | Группа A                     | Группа A               | Группа A | Е. Ковачевич (CRO) П 1:2 | За 3-е место            | 4                     |
| До 55 кг     | Кристина Феррер Гарсия | Б. Аранделович (SRB) В 1:0 | Б. Альдстадсетер (DEN) В 3:0 | Э. Туй (FRA) Н 0:0     | 2 (Q)    | Е. Ковачевич (CRO) П 1:2 | И. Гасымова (AZE) П 2:5 | 4                     |
| До 61 кг     | Ирене Коломар Коста    | Группа A                   | Группа A                     | Группа A               | Группа A | Завершила выступление    | Завершила выступление   | Завершила выступление |
| До 61 кг     | Ирене Коломар Коста    | Н. де Вос (BEL) П 0:1      | Т. Ристич (SLO) Н 1:1        | Л. Иньяс (FRA) П 0:3   | 4        | Завершила выступление    | Завершила выступление   | Завершила выступление |
| Ката         | Сандра Санчес Хайме    | Группа A                   | Группа A                     | Группа A               | Группа A | Я. Блойль (GER) В 5:0    | С. Скордо (FRA) В 5:0   | 1                     |
| Ката         | Сандра Санчес Хайме    | К. Долфин (IRL) В 5:0      | С. Скордо (FRA) В 4:1        | В. Мискова (CZE) В 5:0 | 1 (Q)    | Я. Блойль (GER) В 5:0    | С. Скордо (FRA) В 5:0   | 1                     |

### Триатлон
Соревнования по триатлону состояли из 3 этапов — плавание (1,5 км), велоспорт (40 км), бег (9,945 км).
Мужчины
| Соревнование | Спортсмены       | Плавание | Смена | Велоспорт | Смена | Бег   | Итоговое время | Место | Отставание |
| ------------ | ---------------- | -------- | ----- | --------- | ----- | ----- | -------------- | ----- | ---------- |
| Мужчины      | Фернандо Аларса  | 19:26    | 0:46  | 57:43     | 0:27  | 32:07 | 1:50:29        | 11    | +1:58      |
| Мужчины      | Висенте Эрнандес | 18:45    | 0:46  | 58:21     | 0:24  | 33:07 | 1:51:23        | 17    | +2:52      |
| Мужчины      | Давид Фахардо    | 19:28    | 0:44  | 57:28     | 0:27  | 34:31 | 1:52:38        | 24    | +4:07      |

Женщины
| Соревнование | Спортсмены             | Плавание | Смена | Велоспорт | Смена | Бег   | Итоговое время | Место | Отставание |
| ------------ | ---------------------- | -------- | ----- | --------- | ----- | ----- | -------------- | ----- | ---------- |
| Женщины      | Тамара Гомес Гаресп    | 21:55    | 0:48  | 1:05:11   | 0:26  | 35:07 | 2:03:27        | 5     | +2:59      |
| Женщины      | Мириам Касильяс Гарсия | 22:03    | 0:48  | 1:05:03   | 0:27  | 36:28 | 2:04:49        | 13    | +4:21      |

### Тхэквондо
Соревнования по тхэквондо проходят по системе с выбыванием. Для победы в турнире спортсмену необходимо одержать 4 победы. Тхэквондисты, проигравшие по ходу соревнований будущим финалистам, принимают участие в утешительном турнире за две бронзовые медали.
Мужчины
| Категория | Спортсмены     | Первый раунд             | Четвертьфинал           | Полуфинал              | Финал                   | Место |
| Категория | Спортсмены     | Соперник Результат       | Соперник Результат      | Соперник Результат     | Соперник Результат      | Место |
| --------- | -------------- | ------------------------ | ----------------------- | ---------------------- | ----------------------- | ----- |
| до 68 кг  | Хоэль Гонсалес | В. Далаклиев (BUL) В 2:1 | А. Тагизаде (AZE) П 5:7 | За 3-е место           | За 3-е место            | 3     |
| до 68 кг  | Хоэль Гонсалес | В. Далаклиев (BUL) В 2:1 | А. Тагизаде (AZE) П 5:7 | Ю. Пантар (SLO) В 11:3 | В. Арвентий (MDA) В 7:6 | 3     |